# Sai Kung (district)
Le district de Sai Kung (en chinois 西貢區) est un district de Hong Kong situé dans les Nouveaux Territoires. Il occupe le sud de la péninsule de Sai Kung.
Le district possède deux localités principales, Sai Kung et la ville nouvelle de Tseung Kwan O (en), fondée en 1997.

## Tourisme

### Lieux touristiques célèbres
- Rock carving in Joss Bay (chinois : 西貢大廟灣刻石) (référence : amo.gov.hk) ;
- Village traditionnel de Sheung Yiu, un ancien village hakka[1].

### Plages
Le district possède certaines des plages les plus propres de Hong Kong :
- Plage de Silverstrand

## Transports
Le district est desservi par la ligne Tseung Kwan O du métro de Hong Kong (ligne violette). Il est aussi relié à Kowloon par un réseau d'autobus.